# Estació de Capçanes
Capçanes és una estació de ferrocarril propietat d'adif situada al nord de la població de Capçanes a la comarca del Priorat. L'estació es troba a la línia Reus-Casp i hi tenen parada trens regionals de la línia R15 de Rodalies de Catalunya i la línia Ca6, ambdues operades per Renfe Operadora.
Aquesta estació, projectada inicialment per la Companyia dels Ferrocarrils Directes, va entrar en servei l'any 1891 quan va entrar en servei el tram construït per la Companyia dels Ferrocarrils de Tarragona a Barcelona i França (TBF) entre Marçà-Falset (1890) i Móra la Nova. L'any 2011 hi havia uns 11 trens que feien parada a l'estació, l'edifici de viatgers es troba tancat i no hi ha personal.
L'any 2016 va registrar l'entrada de 3.000 passatgers.

## Serveis ferroviaris
| Serveis regionals de Rodalies de Catalunya |                            |       |              |                                                          |
| Procedència/Destinació                     | <                          | Línia | >            | Procedència/Destinació                                   |
| Móra la Nova Flix Riba-roja d'Ebre         | Els Guiamets Móra la Nova¹ |       | Marçà-Falset | Barcelona-Estació de França Barcelona-Sant Andreu Comtal |
| Casp Saragossa-Delicias                    | Els Guiamets Móra la Nova¹ |       | Marçà-Falset | Barcelona-Estació de França Barcelona-Sant Andreu Comtal |

1. Alguns regionals no efectuen parada a l'estació dels Guiamets, sent la següent o anterior Móra la Nova.

## Vegeu també

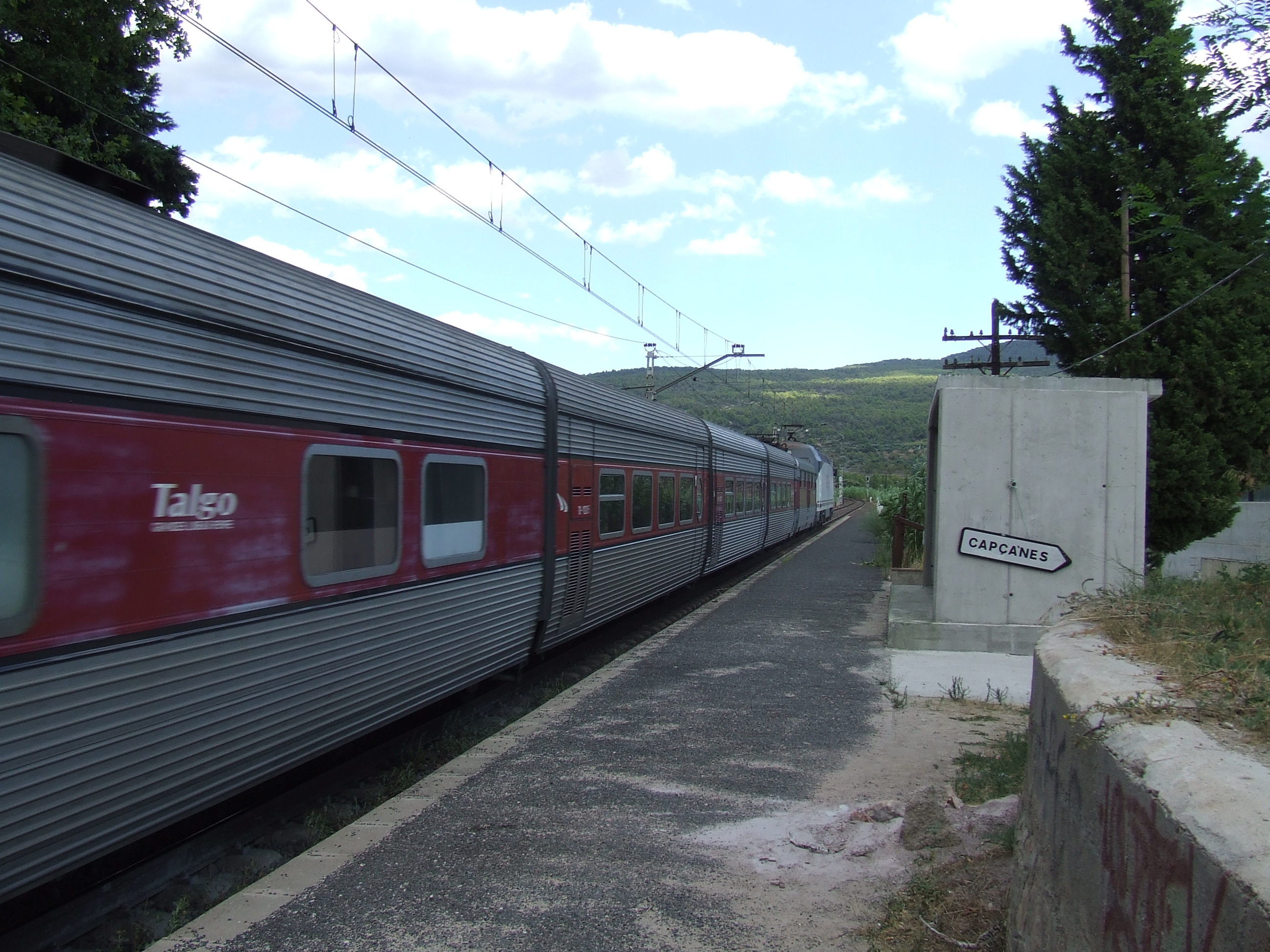
Estació de Capçanes